# Demódoco

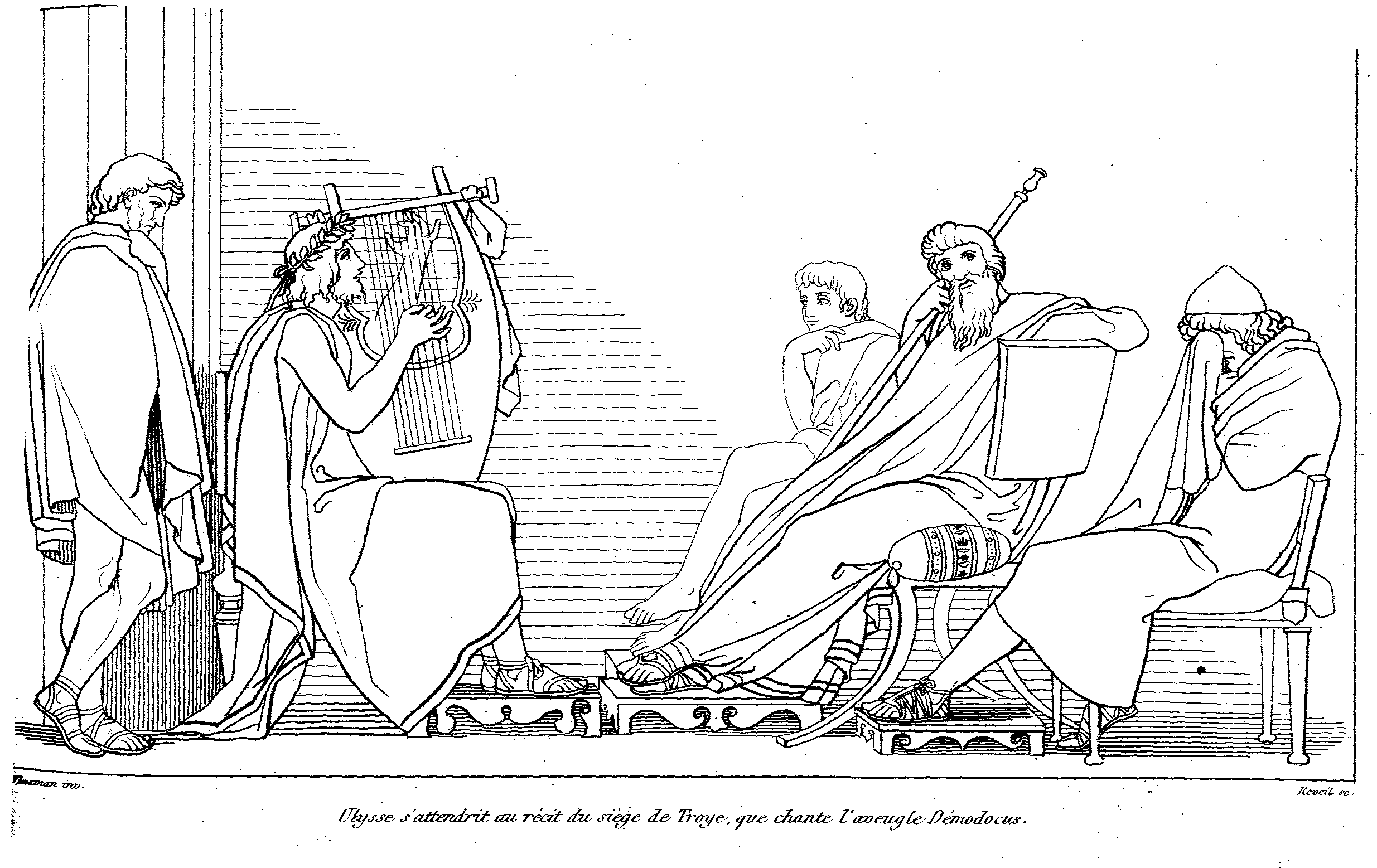
Demódoco cantando perante Ulisses e Alcínoo. Ilustração de John Flaxman (1810)

Em Odisseia, de Homero, Demódoco (grego: Δημοδόκος, Demodokos) é um poeta que frequentemente visita a corte de Alcínoo, rei dos feácios na ilha Feácia. Durante a estadia de Odisseu em Feácia, Demódoco canta três canções narrativas. Dois destas, do ciclo da guerra de Troia, são as desavenças entre Ulisses e Aquiles, e da história da guerra de Troia.
Ambos os cantos são truncados porque Odisseu (que ainda não revelou a sua identidade ao seu anfitrião) está desolado em reviver as suas próprias experiências desta forma. A outra canção de Demódoco, que é cantado no mercado de Feácia ao acompanhamento de dança, se refere ao amor de Ares e Afrodite, um divertido conto que dá prazer a todos os seus ouvintes.
Demódoco é descrito como cego: "O magistrado chegou agora, levando as suas trovas preferidas, a quem a Musa amava acima de todos os outros, embora tivesse misturado o bem e o mal em seus presentes, roubando-o dos olhos dele, mas concedendo-lhe o dom da doce canção. Pode muito bem ter sido a base nesse retrato, visto como um auto-retrato, que Homero, identificado como o autor de Odisseia, era dito pelos gregos posteriores como cego.